# Burg Herzberg

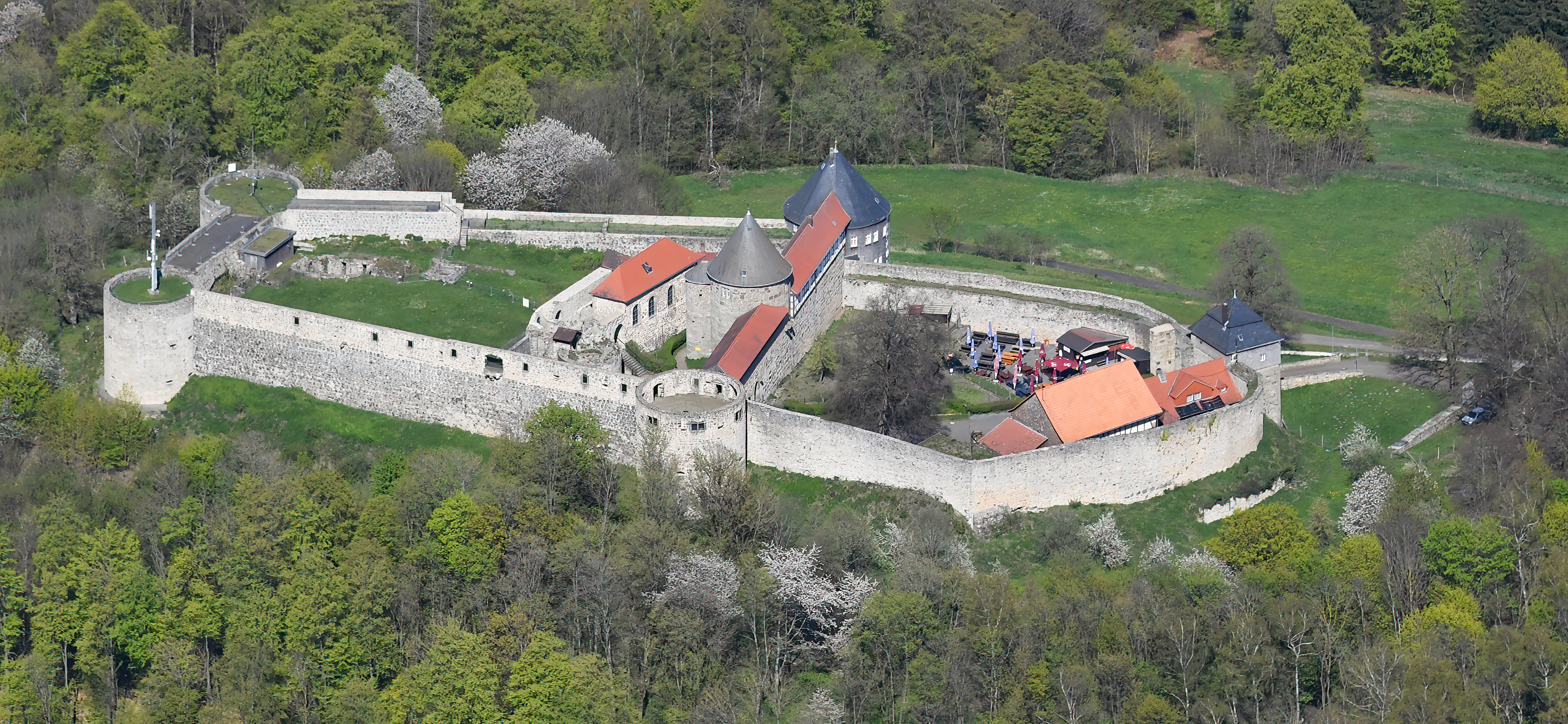
Die Burg Herzberg von Südwesten aus der Luft gesehen

Die Burg Herzberg (auch Schloss Herzberg genannt) ist eine Burgruine im Gemeindegebiet von Breitenbach am Herzberg im hessischen Landkreis Hersfeld-Rotenburg (Deutschland). Sie ist die größte Höhenburg im heutigen Bundesland Hessen und war ab 1968 erster und ursprünglicher Veranstaltungsort des Burg-Herzberg-Festivals.

## Geographische Lage
Die Ruine der Höhenburg steht im südöstlichen Teil von Nordhessen im Landkreis Hersfeld-Rotenburg an der Grenze zum mittelhessischen Vogelsbergkreis. Sie befindet sich knapp 2 km Luftlinie südwestlich von Gehau, einem kleinen westlichen Ortsteil Breitenbachs, in den südlichen Ausläufern des Knüllgebirges auf einer Freifläche des überwiegend stark bewaldeten Hirschbergs (früher Herzisberg; 506 m ü. NHN). Etwa 900 m nördlich vorbei an der Burg führt die Bundesstraße 62, die Breitenbach im Osten durch Gehau mit Alsfeld im Westen verbindet.
Über den Hirschberg verlief früher die Altstraße „durch die Kurzen Hessen“, in Richtung Süden über Alsfeld nach Frankfurt am Main und in östlicher Richtung über Bad Hersfeld nach Leipzig.
Der Burgberg ist seit 1953 (bis auf die Zuwegung von Südwesten) als Landschaftsschutzgebiet "Burg Herzberg" ausgewiesen. Das Gebiet umfasst etwa 21,9 ha.

## Beschreibung

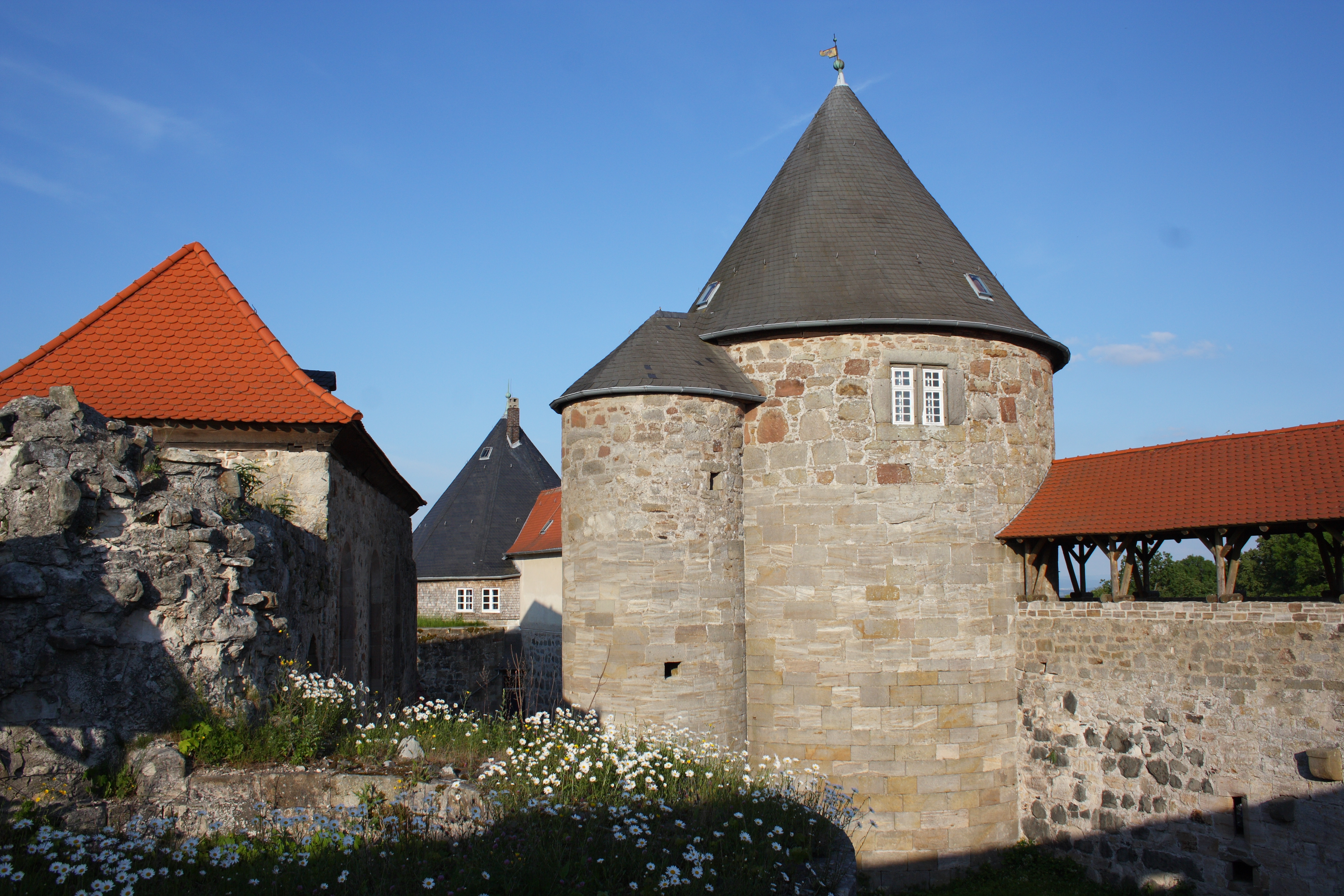
Blick im Burggelände nach Osten

Die Hochburg befindet sich in der trapezförmig befestigten Mittelburg (die schmale Seite befindet sich im Norden). Hier steht noch die ursprünglich romanische Burgkapelle, die als Wehrkirche angelegt wurde. Sie erhielt im Jahr 1790 die heutigen Fenster. Daneben stehen die Reste des alten Bergfriedes der Hochburg. Dahinter befanden sich die Wohngebäude der Burgherren. Sie wurden im Jahr 1700 abgerissen und nicht wieder aufgebaut. Einige Kellervermauerungen dieser Gebäude sind heute freigelegt.
Die Mittelburg wurde durch fünf Rundtürme gesichert. Drei dieser Türme stehen an der südlichen Seite an dem sich auch der einzige Eingang zur Mittelburg befindet. Der mittlere Turm war der Gerichts- und Gefängnisturm, der rechte war der Wohnturm und im linken Turm befand sich seit 1565 der Rittersaal. Im Norden befanden sich zwei weitere Türme, die wohl nie Dächer hatten. Auf ihnen standen Geschütze. Der rechte Turm ist der Pulverturm und der Linke ist der Huhnstädter Turm, von dem aus ein unterirdischer Gang zum Hof Huhnstadt führte. Wer den Gang gegraben hat und welchem Zwecke er diente, ist nicht bekannt.
Im Süden schließt sich die Vorburg an. Ihr Zugang war über eine Zugbrücke, ein Doppeltor und Wehrgängen auf den doppelten Begrenzungsmauern gesichert. Heute steht noch die innere Mauer, die Zugbrücke wurde 1788 entfernt und der Graben aufgefüllt. Auf der linken Seite des Tores befindet sich der rechteckige Kommandantenturm, über den man Zugang zum linken Zwinger hatte. Gegenüber, auf der anderen Seite der Vorburg, befindet sich die rechteckige Batterie, auf der sich früher Kanonen befanden. Weiterhin befanden sich in der Vorburg die Gebäude für die Zisternen, Rüstkammern und Magazine.
Der Weg, der zur Burg führte, wurde zusätzlich durch zwei bastionsartige Schanzen gesichert, in denen Kanonen standen.

## Geschichte

### Bau

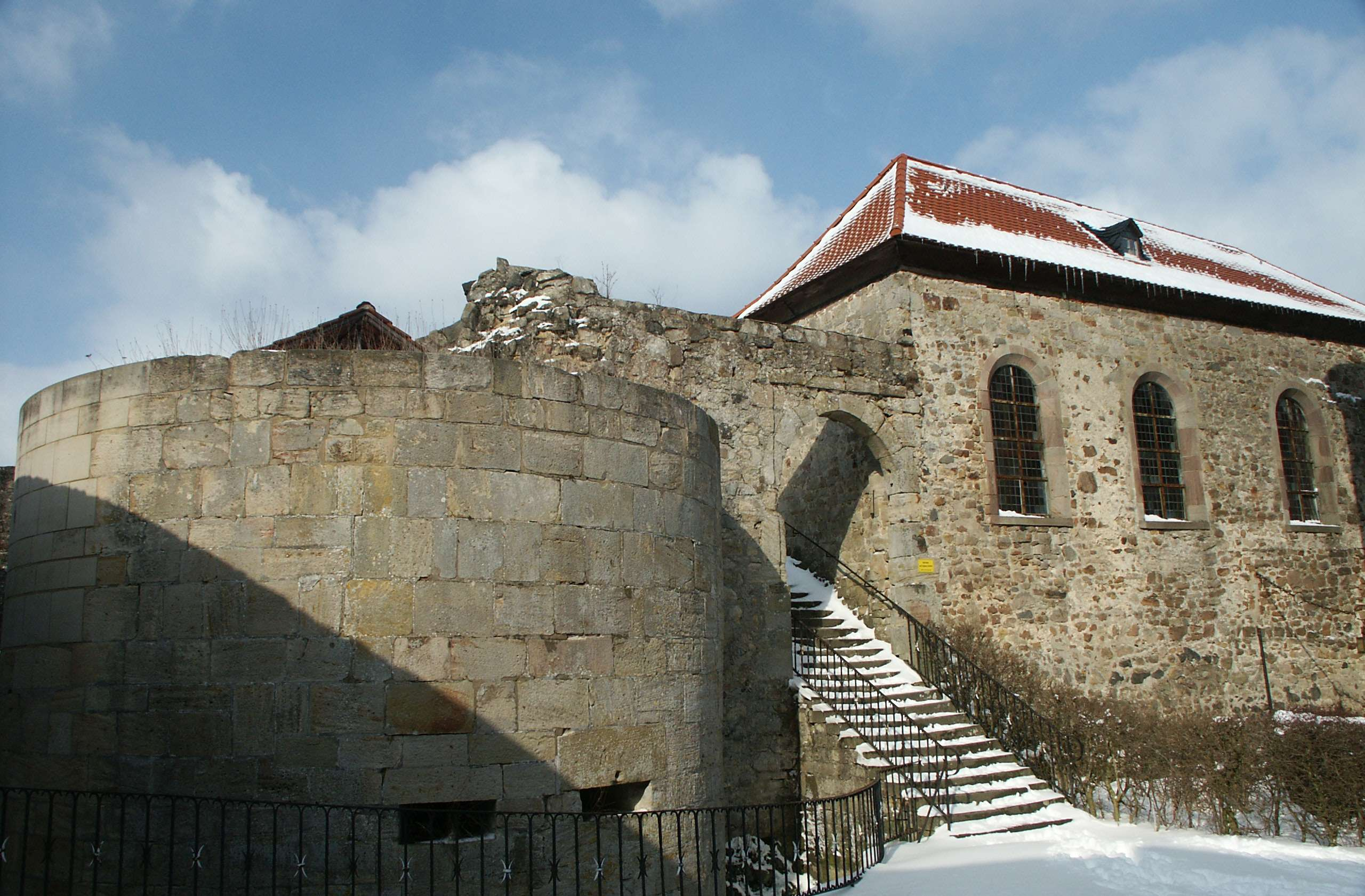
Burgkapelle und Ruine des Bergfrieds, beide um 1290 erbaut

Zwischen 1280 und 1290 begann der Bau der Burg, durch Heinrich von Romrod, Marschall des Landgrafen Heinrich I. von Hessen. Er hatte um den Herzberg fünf Dörfer vom Landgrafen zu Lehen erhalten. Die Burg war wohl 1298 fertig, da Heinrich sie in diesem Jahr dem Landgrafen zu Lehen auftrug.

### Sternerkrieg
Im Jahr 1344 starben die „von Romrod“ mit Friedrich, dem jüngsten Sohn Heinrich von Romrods, im Mannesstamm aus und die Burg kam in den Besitz des Berthold von Lißberg, der Friedrichs Tochter Mechthild geheiratet hatte und dem Landgraf Heinrich II. das Burglehen gab. Der Sohn Bertholds und Mechthilds, Friedrich von Lißberg (auch oft „von Herzberg“ genannt), schloss sich um 1370 dem Sternerbund an, der gegen die zunehmende Macht der hessischen Landgrafen ankämpfte. Wegen der strategisch bedeutsamen Lage der Burg, an der Heer- und Handelsstraße und zwischen den Interessensgebieten der Landgrafschaft Hessen, der Abtei Hersfeld, der Grafschaft Ziegenhain und der Abtei Fulda, wurde die Burg ein bedeutender Stützpunkt der Sterner. Um die Burg gegen Angriffe zu sichern, schickte der Sterner Herzog Otto I. von Braunschweig-Göttingen seinen Hauptmann Breido Rantzow mit eigenen Truppen auf die Burg. Um die Kontrolle an diesem strategischen Punkt wieder zur erlangen, griff der hessische Landgraf Hermann II. im August 1372 die Sterner in der Burg an und begann damit den Sternerkrieg. Er belagerte die Burg mit etwa 1.000 Mann. Da die Belagerung aber länger dauerte, konnten die Sterner ein Entsatzheer mit etwa 1.500 Mann aufstellen, und Hermann war gezwungen, die Belagerung abzubrechen.

### Ausbau

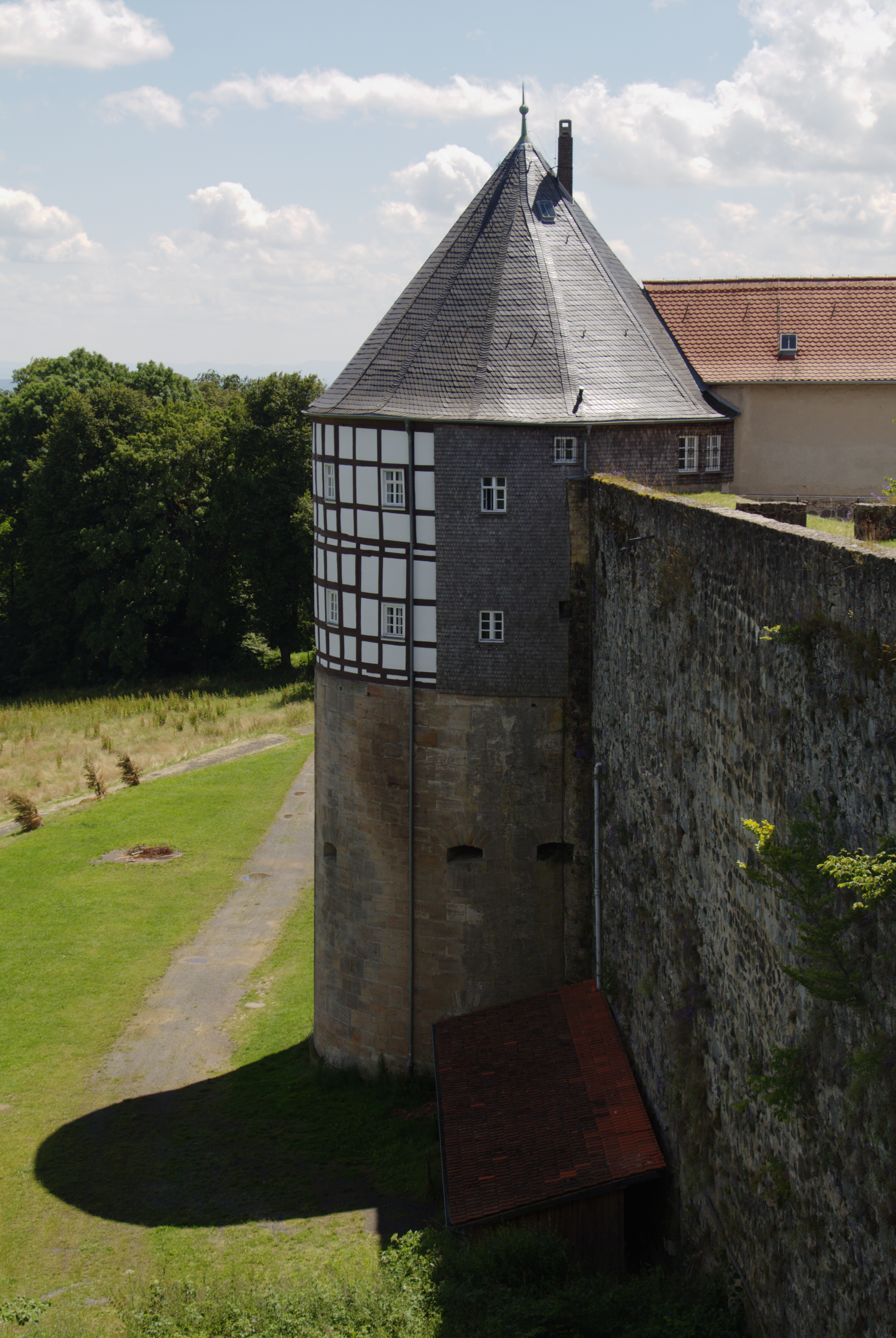
Blick nach Südsüdosten entlang der Burgmauer zum Wohnturm

Bereits 1370 hatten Werner II. von Falkenberg und (sein Bruder?) Konrad IV. (Kuno), beide ebenfalls Sterner, einen Anteil an der Burg erworben. Im Jahr 1392 kauften Werner II. von Falkenberg, 1374 bis 1382 mainzischer Oberamtmann in Hessen und auf dem Eichsfeld, und sein Sohn Kunzmann von Friedrich von Lißberg dessen Hälfte und erhielten sie dann vom Landgrafen zu Lehen, und im Jahre 1400 überließ die Abtei Fulda ihre Hälfte der Burg dem Bistum Mainz. Nachdem die Herzberger Linie der Falkenberger im Jahre 1441 mit Kunzmanns Sohn Werner ausgestorben war, erhielt 1463, nach dem Frieden von Zeilsheim, der hessische Hofmeister Hans von Dörnberg d. J. die mainzische Hälfte der Burg und des Gerichts zu Lehen; die andere Hälfte erhielt er 1477 vom oberhessischen Landgrafen Heinrich III. zu Lehen. Er ließ die Burg zwischen 1480 und 1497 durch den Hofbaumeister Hans Jakob von Ettlingen vergrößern. Sie erhielt die Erscheinungsform einer Festung, wie sie heute noch zu sehen ist. Bis heute ist die Burg ununterbrochen im Besitz der Freiherren von Dörnberg.

### Dreißigjähriger Krieg
Im Dreißigjährigen Krieg war die Burg, verteidigt von hessischen Truppen, durch ihre Lage an der Kurzen Hessen wieder von strategischer Bedeutung. 1631 standen Tilly und Otto Heinrich Fugger vor der Burg, 1635 belagerte sie Marquis de Grana, und 1637 marschierte General Piccolomini mit 4.000 Mann und „viel grobem Geschütz“ vor der Burg auf. Diese Angriffe, wie auch den der kroatischen Reiter des Generals Isolani im Jahre 1641, überstand die Burg, ohne erobert zu werden.

### Siebenjähriger Krieg
Im Siebenjährigen Krieg war die Burg 1762 bis 1763 von dem französischen Herzog und Marschall Jacques Philippe de Choiseul-Stainville besetzt.
Militärische Bedeutung hatte die Festung noch bis in das Jahr 1786. Am 19. September jenes Jahres verließ der letzte hessische Kommandant, Major Rückersfeld, die Burg.